# Microlicia parvifolia
Microlicia parvifolia är en tvåhjärtbladig växtart som beskrevs av Charles Victor Naudin. Microlicia parvifolia ingår i släktet Microlicia och familjen Melastomataceae. Inga underarter finns listade i Catalogue of Life.